# Justyna Kaczkowska
Justyna Kaczkowska (Jaworznik, 7 de octubre de 1997) es una deportista polaca que compite en ciclismo en la modalidad de pista, especialista en las pruebas de persecución.
Ganó 5 medallas en el Campeonato Europeo de Ciclismo en Pista, en los años 2016 y 2018. En los Juegos Europeos de Minsk 2019 obtuvo una medalla de bronce en la prueba de persecución por equipos.
Participó en los Juegos Olímpicos de Río de Janeiro 2016, ocupando el octavo lugar en la prueba de persecución por equipos.

## Medallero internacional
| Juegos Europeos    | Juegos Europeos          | Juegos Europeos   | Juegos Europeos         |
| Año                | Lugar                    | Medalla           | Competición             |
| ------------------ | ------------------------ | ----------------- | ----------------------- |
| 2019               | Minsk ( Bielorrusia)     | Medalla de bronce | Persecución por equipos |
| Campeonato Europeo |                          |                   |                         |
| Año                | Lugar                    | Medalla           | Competición             |
| 2016               | Saint-Quentin ( Francia) | Medalla de plata  | Persecución individual  |
| 2016               | Saint-Quentin ( Francia) | Medalla de plata  | Persecución por equipos |
| 2017               | Berlín ( Alemania)       | Medalla de plata  | Persecución individual  |
| 2017               | Berlín ( Alemania)       | Medalla de bronce | Persecución por equipos |
| 2018               | Glasgow ( Reino Unido)   | Medalla de bronce | Persecución individual  |